# Костадин Маджунков
Костадин (Константин, Коста) Манойлов Маджунков или Маджаров е български просветен деец от Македония.

## Биография
Костадин Маджунков е роден в град Щип, тогава в Османската империя, днес в Северна Македония. Учи в родния си град при Йосиф Ковачев. През 1872 година е български учител във Воден. Неделя Петкова пише за него:
| „ | А ето що става във Воден с Маджунков. Нещастният учител, след като учителствува година и половина във Воден без пари, а само с голи обещания, взимал на вересия от тук, от там, кога ял, кога гладувал и като не можал повече да търпи, понеже кредиторите станали твърде много, ударил на бягане. Защото освен това, друго спасително средство нямало... И така горкия народен труженик окъсан, опърпан и отчаян бега от човешката злоба. За него бог високо, цар далеко. Измъчен душевно и телесно, той хвърля контракта и хуква да бяга. При пътуването си за Щип обмислял как да се яви пред младата си жена, обременена с малко дете, а досега не ѝ е пращал нито пара. За това се отправя към Сърбия с надежда да сехване на някаква работа, да спечели що-годе и тогава да се върне при семейството си. Как е отишъл до Сърбия, апостолски, той си знае. Тъст му като се известил, че зет му отишъл в Сърбия, помислил, че е забегнал, затова оженва дъщеря си за другиго. Горкият Маджунков, до гдето бе без пари, сега оста[на] и без жена. | “ |

По-късно е учител в Дупница, но е обвинен в убийството на тамошния околийски началник през 1886 година, след което е прогонен в Сърбия.